# Šimanov
Šimanov är en ort i Tjeckien.   Den ligger i regionen Vysočina, i den centrala delen av landet, 100 km sydost om huvudstaden Prag. Šimanov ligger 636 meter över havet och antalet invånare är 157.
Terrängen runt Šimanov är huvudsakligen platt, men söderut är den kuperad.Runt Šimanov är det tätbefolkat, med 297 invånare per kvadratkilometer. Närmaste större samhälle är Jihlava, 12,3 km sydost om Šimanov. I omgivningarna runt Šimanov växer i huvudsak blandskog.